# ニーステ
ニーステ (ドイツ語: Nieste) は、ドイツ連邦共和国ヘッセン州カッセル郡に属す町村（以下、本項では便宜上「町」と記述する）で、州内で有名な保養地である。

## 地理

### 位置
この町はカウフンゲンの森の西斜面、ニーステ川の谷に位置する。カッセル中心部から東に約 12 km の距離にある。ニーステの町域はニーステ川沿いに約 8.4 km にわたって伸びている。川の上流部の町域は、原則として森のない谷の河岸に限られているため、その幅はほとんど 100 m を超えない。川の下流部の町域は、高さ 350 m のゲルホルツベルク山周辺にまで広がっており、南に約 1.5 km の幅を持つ。住宅地はニーステ川北岸の橋の近くにあるが、ここから全方向へ拡大して行くことは、ニーダーザクセン州との州境によって阻まれている。

### 自治体の構成
ニーステは、バート・ザルツシュリルフと並んで、カッセル行政管区内では数少ない町内に地区を持たない町である。1970年代のヘッセン州の地域再編でもその町域は変更されなかった。

### 隣接する市町村
ニーステは、北はシュタウフェンベルク（ニーダーザクセン州ゲッティンゲン郡）、南は市町村に属さないグーツベツィルク・カウフンガー・ヴァルト（ヴェラ＝マイスナー郡）およびカウフンゲン、西はニーステタール（ともにカッセル郡）と境を接している。

## 歴史
Nieste と記された現存する最も古い資料は 1293年のものである。1536年の協定で、ニーステはヘッセン方伯とブラウンシュヴァイクのカレンベルク侯とに等しい面積で分割された。教会だけは分割されなかった。1831年にハノーファー王国は、ニーステの自領部分をヘッセン選帝侯領に譲渡した。
2010年、ヘッセン州とニーダーザクセン州との間で、ニーステに接するエッシェローデの 51件の耕牧地と、ダールハイムに近いニーステの 6件の耕牧地とを交換する条約が締結された。交換された耕牧地は合計 14.48 ha に及んだ。この町域変更の背景には、シュタウフェンベルク町内あった耕牧地に郡立学校の体育館を含む総合運動施設と調整池を建設したいというニーステ町の遺構があった。これにより町の管轄問題が浮上したのであった。住民たちはこの町域変更に反対しなかった。この交換条約は批准文書の内容に基づき 2011年6月1日発効した。

## 宗教
プロテスタント＝ルター派の聖アンナ教会組織は、2011年1月1日にシュタウフェンベルクのエッシェローデ・パウル＝ゲルハルト教会組織と合併して、新たにプロテスタント＝ルター派のエッシェローデ＝ニーステ三位一体教会をシュタウフェンベルクに興した。この教会組織は、ハノーファー地方教会ヒルデスハイム＝ゲッティンゲン教区ミュンデン教会クライスに属している。

## 行政

### 町議会
ニーステの町議会は 15 議席からなる。2011年の議会選挙でCDUは候補者を擁立しなかった。このため、ニーステの町議会はSPDが全議席を占めている。

### 紋章
ニーステの紋章は、3回の凹凸を持つ胸壁が描かれている。胸壁の上は赤地で、銀の大鎌の刃が描かれている。胸壁の下は斜めの波線状に銀地と緑地に分割されている。波線上から上方および下方にそれぞれ3枚の葉を持つブナの枝が描かれているが、色は互いに反対側の領域の色で塗られている。
大鎌の刃と胸壁は、町域内にある古いゼンゼンシュタイン城を表している。それぞれ3枚の葉をつけた2本のブナの枝は、カウフンゲンの森自然公園とミュンデン自然公園との間にあるこの町の位置を象徴している。斜め波線は、町名の由来になっているニーステ川を表現している。

### 姉妹自治体
- フランケンハイン（ドイツ語版）（ドイツ、テューリンゲン州）
- Dunaszentgyorgy（ハンガリー、トルナ県）

## 文化と見所
- 「ニースター・リーゼン」: セコイアの木
- ヴィントハウゼン城のドイツ庭園
- 周遊地「グレスナータール」
- レクリエーション施設「ブライヒヴィーゼン」
- ニーステはハーナウからニーステを経由してブレーメンに至るドイツ・メルヘン街道に加盟している。

## 経済と社会資本
ニーステは、工業系産業のない住宅地で、総延長約 150 km の遊歩道に囲まれている。

### 交通
ニーステは、アウトバーン A7号線のカッセル北インターチェンジから 8 km の距離で広域道路網に接続している。カッセルからもニーステタールを通る州道 L3237/L563号線で往来することができる。州道 L563号線を東に向かうと魅力的なエントシャラークタールやウムシュヴァング（山）を抜け、ヴィッツェンハウゼンの市区であるクラインアルメローデに至る。隣接する町との接続はこの他に郡道がある。
ニーステは、北ヘッセン交通連盟 (NVV) のカッセルプラス料金エリアにあり、定期的にバス路線第34系統が運行している。このバスはカウフンゲンおよびエッシェローデとの間を結んでおり、カウフンゲンでカッセル行きのトラム4号線に接続する。さらにバス路線第32系統がシュタウフェンベルクやニーステタールを経由してカッセルまで運行している。

### 教育
この町には全日制の幼稚園1園と基礎課程学校1校がある。総合学校はカウフンゲンにある。それよりも上級の学校はカッセルにある。

## 引用
1. ↑  Hessisches Statistisches Landesamt: Bevölkerung in Hessen am 31.12.2023 (Landkreise, kreisfreie Städte und Gemeinden, Einwohnerzahlen auf Grundlage des Zensus 2011)]
2. ↑  Hessischer Landtag: LT-Drucksache 18/3727 vom 16. Februar 2011 für einen Gesetzentwurf zur Änderung der Landesgrenze （ヘッセン州議会: 州境変更に関する法案に対する州議会報告 2011年2月16日付け州議会公刊物 18/3727）PDF文書 2.43 MB
3. ↑  Kirchliches Amtsblatt der Evangelisch-lutherischen Landeskirche Hannovers 1/2011, pp. 69-70
4. ↑  Kommunalwahl kurios. Wo die SPD alle Stimmen holt, （地方議会選で珍事。SPDが全議席を占めた）フランクフルト・アルゲマイネ・ツァイトゥング 2011年3月23日付け
5. ↑  Ortskuratorium Nieste